# فرانسيس دانا باركر كيج
فرانسيس دانا باركر كيج (بالإنجليزية: Frances Dana Barker Gage)‏ (12 أكتوبر 1808- 10 نوفمبر 1884) مُصلحة أمريكية رائدة، ونسوية، ومنادية بالإبطالية. عملت عن كثب مع سوزان أنتوني وإليزابيث كادي ستانتون، إلى جانب قائدات أخريات من حركة حقوق المرأة المبكرة في الولايات المتحدة. كانت من بين الأوائل الذين دافعوا عن حقوق التصويت لجميع المواطنين بغض النظر عن العرق أو الجنس، وكانت مؤيدةً بارزةً بشكل خاص لمنح المرأة الأمريكية الإفريقية المحررة حديثًا حق الانتخاب أثناء عصر إعادة الإعمار، إلى جانب الرجال الأمريكيين من أصل إفريقي الذين كانوا عبيدًا سابقًا.

## النشأة والتعليم
ولدت فرانسيس دانا باركر بالقرب من مارييتا، أوهايو في 12 أكتوبر 1808، ابنة المزارعين إليزابيث دانا (1771-1835) والعقيد جوزيف باركر (1765-1843)، منزل عائلتها ما يزال قائمًا واعتبر موقعًا تاريخيًا. فرانسيس الطفلة العاشرة من بين 11 طفلًا. في عام 1788 غادر الزوجان باركر نيو هامبشاير، وعبروا جبال الليجاني مع روفوس بوتنام، وكانوا من أوائل المستوطنين في الإقليم الشمالي الغربي للولايات المتحدة. في 1 يناير 1829 تزوجت من جيمس إل كيج (1800-1863)، وهو محامٍ منادٍ بالإبطالية من مك كونيلسفيل، أوهايو. كان موحدًا وصديقًا للمبشر ستيفن آر. سميث. غالبًا ما مكث المبشرون الموحدون المتنقلون، مثل جورج روجرز وناثانيل ستايسي، في منزل كيج.

## الحياة المهنية

### نضالها
كتبت كيج أن كفاحها من أجل حق المرأة في التصويت بدأ عندما كانت في العاشرة من عمرها عام 1818. ساعدت والدها في صنع البراميل ونفذت عملها بشكل جيد فأشاد والدها بعملها، ولكنه بعد ذلك أعرب عن أسفه بسبب «جنسها». كتبت كيج أن هذه كانت نقطة تحول بالنسبة لها، إذ أثارت تلك الحادثة كراهيتها لقيود الجنس ووضعت الأساس لنضالها لاحقًا.
على الرغم من أن كيج ألهِمت في سن مبكرة، لكنها لم تبدأ عملها النضالي إلا بعد عام 1848. في عام 1850 عقدت مؤتمرًا في مكونيلسفيل، أوهايو، حضره سبعون شخصًا. كافح هؤلاء في المؤتمر من أجل إزالة العرقية والجنسانية من متطلبات جنسية الدولة وحقوق التصويت في دستور أوهايو. لكن عملهم لم يكن ناجحًا.
كانت ناشطة في حركات الاعتدال، ومناهضة العبودية، وحقوق المرأة، وفي عام 1851 ترأست مؤتمر حقوق المرأة في آكرون، أوهايو، وهناك جذبت الكلمة الافتتاحية التي قدمتها سوجورنر تروث الكثير من الاهتمام. بعد اثنتي عشرة سنة، في عام 1863، سجلت كيج ذكرياتها عن خطاب تروث، «ألست أنا امرأة؟». تختلف نسخة كيج بشكل ملحوظ عن بيان 1851، فأطالت الكلام، وأضافت وكررت عبارة «أنا لست امرأة» كثيرًا، وجعلته يشبه محاكاةً لحفل غنائي لخطاب العبيد الجنوبيين -وهو نمط كلام للذين يترعرعون في نيويورك ويتحدثون الهولندية، ولم تمتلك تروث هذا النمط. على الرغم من التاريخ المشكوك فيه والمسحة العنصرية، أصبحت نسختها النص والبيان القياسي لذلك الخطاب الشهير.
في عام 1853 انتقلت إلى سانت لويس بولاية ميسوري، حيث هددوها بالعنف بسبب وجهات نظرها المناهضة للعبودية. بعد ستة أشهر من انتقالها إلى سانت لويس، انتخِبت رئيسة للاتفاقية الوطنية لحقوق المرأة في كليفلاند في أكتوبر. في عام 1857 زارت كوبا، وسانت توماس، وسانتو دومينغو، وعادت للكتابة والمحاضرة. كان لدى راديكالية كيج منافذ محدودة في ولايات العبيد، مثل ميسوري. عادت هي وعائلتها إلى كولومبوس، أوهايو في عام 1860. تدهورت صحة جيمس، ونجت الأسرة من ثلاثة حرائق غامضة، من المحتمل أنها نجمت عن آراء فرانسيس حول الإبطالية.
في عام 1860 أصبحت كيج محررة في قسم السيدات لصحيفة أوهايو كلتافيتر دافعت من خلالها عن النسويات والمناديات بالإبطالية. ضغطت على قانون أوهايو من أجل حصول النساء المتزوجات على نفس حقوق ملكية الرجال، لكنها لم تنجح.
عندما بدأت الحرب الأهلية الأمريكية عملت لدى اللجنة الصحية الغربية، سافرت إلى أسفل نهر المسيسيبي لمساعدة الجرحى في فيكسبيرغ، وناتشيز، وممفيس. منذ عام 1863 وحتى عام 1864 كانت مديرة ملجأ لأكثر من 500 من العبيد المحررين، تحت قيادة الجنرال روفوس ساكستون، المسؤول عن جزيرة باريس، ساوث كارولينا. أثناء وجودها هناك التقت الممرضة كلارا بارتون التي عملت في مكان قريب وأصبحت صديقتها. قارنتا بين طفولتهما، وناقشتا الكونية والأدب.

انضمت كيج إلى الاتحاد الأمريكي للمساواة في الحقوق في عام 1863 بصفتها كاتبة، وعضو في مجموعة ضغط مدفوعة الأجر. على الرغم من أنها في عام 1865 أصيبت بالشلل عندما انقلب عربتها في غاليسبورغ، إلينوي، استمرت في إلقاء المحاضرات. غطت عناوينها «القضايا الثالوثية»: أولاً: الإبطالية، ثانيًا: حقوق المرأة، وثالثًا: الاعتدال. شجعت قادات حقوق المرأة والأصدقاء مثل إليزابيث كادي ستانتون، وسوزان بي. أنتوني، وأميليا بلومر، ولوسي ستون، وأنطوانيت براون، كيج على أن تكون مبعوثة لحقوق المرأة في الغرب الأوسط الأمريكي. تضمنت جولة محاضراتها إلينوي، وإنديانا، وأيوا، وماساتشوستس، وميسوري، ونبراسكا، ونيويورك، وأوهايو، وبنسلفانيا، ولويزيانا، ومسيسبي، وتينيسي. في عام 1867 ألقت كلمة في الذكرى الأولى للاتحاد الأمريكي للمساواة في الحقوق.
عندما نجري الاقتراع، سنقف هناك فقط. سينسى الرجال إخبارنا أن السياسة مهينة. في الواقع سينحون، ويحترمون النساء اللواتي يتحدثون إليهن الآن بابتذال، وإطراءات تافهة سخيفة، وعيون براقة، وخدين متوردين، وأسنان لؤلؤية، وشفاه ياقوتية، وأيدٍ ناعمة ورقيقة نقية وجميلة، لن يتحملوا أصواتهن، لكن القوة، والسلطة، والطاقة، والقوة، والفكر، والجرأة، التي ستستخدمها الأنوثة في هذا البلد، والتي ستبث نفسها في جميع طبقات المجتمع، يجب أن تجعل جميع رجالها ونسائها أفضل وأكثر حكمة.

## الجوائز
- قاعة مشاهير نساء أوهايو  [لغات أخرى]‏

## روابط خارجية
- فرانسيس دانا باركر كيج على موقع الموسوعة البريطانية (الإنجليزية)